# Штайнерт, Отто
Отто Штайнерт (нем. Otto Steinert; 12 июля 1915, Саарбрюккен — 3 марта 1978, Эссен) — немецкий фотограф послевоенного периода. Основатель направления субъективной фотографии.

## Биография
Штайнерт начал увлекаться фотографией в возрасте 14 лет. Самые старые известные фотографии датируются 1929 годом. Он также интересовался техническими аспектами фотографии и собрал свой собственный фотоаппарат. В 1934 году он начал получать медицинское образование в Мюнхене, затем переехал в 1935 году в Марбург и в 1936 году в Росток. В том же году Штайнерт вступил в НСДАП. В 1937 году он учился в Гейдельберге, но затем в апреле поступил на службу в вермахт и был фанен-юнкером в медицинском корпусе. Затем он продолжил учёбу в Берлине, Мюнхене и снова Берлине, где он получил докторскую степень в 1939 году в Шарите. В 1940 году он участвовал в качестве помощника врача во французской кампании, в 1941—1943 годах участвовал в германо-советской войне в качестве старшего врача, а затем хирурга. В 1943 году он женился на Марлис Гертруде Йоханне Дамлер. Штайнерт оставался до конца Второй мировой войны в качестве армейского медицинского офицера в Генеральном штабе армии в Берлине. В 1945 году он отправился в Киль и работал в местном университете ассистентом врача.
С 1947 по 1948 год Штайнерт работал в фото- и кинобизнесе Франца Альтенкирха. Некоторые из его ранних фотомонтажей и фотограмм уже были сделаны в местной лаборатории. 1947 год стал поворотным моментом в жизни Штайнерта. Он закончил медицинскую карьеру и теперь полностью переключился на фотографию. В 1947 году он получил разрешение на создание студии художественной фотографии. С 1948 по 1951 год Штайнерт был официальным театральным фотографом в Саарбрюккене. В 1948 году Штайнерт начал преподавать в Саарской государственной школе декоративно-прикладного искусства, директором которой он стал в 1952 году. Он встретил Йозефа Адольфа Шмолля по имени Айзенверт, с которым у него сложились хорошие, дружеские отношения. В следующем году вместе с Вольфгангом Райзевицем, Людвигом Виндштосером, Петером Кетманом, Тони Шнайдерсом и Зигфридом Лаутервассером он основал объединение «Arbeitsgemeinschaft Freie Fotografie», которую по его просьбе назвали «Fotoform». Штайнерт, чьи фотомонтажи демонстрируют художественную близость к творчеству Эдмунда Кестинга, создал независимую область экспериментальной портретной фотографии с соляризованными негативными отпечатками, например, его «Портрет Фалеса» (1949). Штайнерт организовал выставки субъективной фотографии I—III в 1951, 1954 и 1958 годах. В 1961 году он сделал серию фотопортретов лауреатов Нобелевской премии.
С апреля 1959 года до своей смерти он преподавал в школе Фолькванг в Эссене. В 1973 году правительством земли Северный Рейн-Вестфалия получил звание профессора. Среди его учеников — известные фотографы, учителя фотографии и кураторы, такие как Висенте дель Амо, Моника фон Бох, Харальд Бакманн, Килиан Брайер, Эрих фон Эндт, Уте Эскильдсен, Андре Гелпке, Арно Янсен, Бернд Янсен, Гуидо Мангольд, Гарри С. Морган, Детлеф Орлопп, Тимм Раутерт, Дирк Райнарц и Генрих Рибезель. Штайнерт считается сегодня одним из самых важных и влиятельных фотографов в послевоенной Германии.
Художественное наследие Штайнерта, а также его коллекция исторических фотографий, которые он создал для обучения в университете при поддержке города Эссен, хранятся в музее Фолькванг в Эссене. С 1979 года Немецким обществом фотографии присуждается премия имени Отто Штайнерта в номинации фотография. По случаю 100-летия со дня рождения Отто Штайнерта в ноябре 2015 года факультет фотографии в Университете искусств Фолькванг в Эссене вместе с музеем Фолькванг организовал международный симпозиум «Arbeit am Bild. Otto Steinert und die Felder des Fotografischen» (Работа над фотографией. Отто Штайнерт и области фотографии).

## Членство
- 1951 г. Французское общество фотографии
- 1951 приём в Немецкое общество фотографии (DGPh)
  - 1954—1976 член правления
  - 1976 почётное членство
- 1954 Дармштадтское отделение (первый фотограф)
- 1957 Общество немецких фотографов (GDL)
  - 1963—1974 председатель
- 1968 Почётный член VDAV (сегодня: Немецкая ассоциация фотографии (DVF))
- 1977 Почётный член Конфедерации внештатных фотодизайнеров (BFF)

## Награды
- Золотая медаль за выдающиеся достижения 1958 года на биеннале фотографии в Венеции
- 1960 Звание «Профессор для жизни» правительством Саар.
- 1962 Культурная премия Немецкого общества фотографии
- 1965 Даваннская медаль Французского общества фотографии
- 1965 Медаль Дэвида Октавиуса Хилла Общества Фотографов
- 1973 Крест за заслуги на ленте ордена «За заслуги» Федеративной Республики Германия

## Выставки

### Прижизненные
- 1949 Дом Гутенберга, Зульцбах
- 1954 Государственное представительство, Гамбург
- 1960 Галерея Du Studio 28, Париж
- 1966 Французское общество фотографии, Париж
- 1970 год Высшая национальная школа архитектуры и искусства, Брюссель
- 1975 Университет / СГС Эссен
- Передвижная выставка 1976/1977 в Эссене, Стокгольме и Мюнхене

### Посмертные
- 1982 Galleria Harpsichord Borghese, Рим
- 1984 Муниципальная галерея Шато д’О, Тулуза
- 1986 Форум фотографии, Франкфурт на Майне
- 1995 Galerie Francoise Paviot, Париж
- 2008 Галерея Кикен Берлин [6]

### Выставочные серии Отто Штайнерта и его учеников
- 1954 Передвижная выставка в Стокгольме, Барселоне, Буэнос-Айресе и Сан-Паулу
- 1955 Kunstgewerbemuseum, Гётеборг
- 1959 Новый Форум, Бремен и Музей Фолькванг, Эссен
- 1964 Huidevettershuis, Брюгге
- Французское общество фотографии 1973 года, Париж